# ماریون پیتمن آلن
ماریون پیتمن آلن (به انگلیسی: Maryon Pittman Allen) سناتور سابق عضو حزب دموکرات ایالات متحده آمریکا بود. وی در سال ۱۹۷۸ میلادی سناتور ایالت آلاباما در سنای ایالات متحده آمریکا بود.